# Laurent Seret
Laurent Seret (Liegi, 11 giugno 1896 – Liegi, 9 febbraio 1978) è stato un ciclista su strada belga.
Professionista dal 1919 al 1931, vinse quattro corse come professionista, e si piazzò terzo alla Liegi-Bastogne-Liegi del 1922.

## Carriera
Passato professionista con l'Alcyon, una delle più importanti squadre degli inizi del novecento, con la quale raccolse alcuno piazzamenti al Tour de France e al Giro del Belgio.

## Palmarès
- 1925

Liegi-Malmédy-Liegi
- 1927

Retinne-Spa-Retinne
- 1928

Grand Prix du Limbourg

## Piazzamenti

### Grandi Giri
- Tour de France

1922: ritirato
1923: 22°

### Classiche monumento
- Giro delle Fiandre

1924: 13º
- Liegi-Bastogne-Liegi

1922: 3º
1924: 16º